# ナ・デックス
株式会社ナ・デックス（英: Nadex Co., Ltd.）は、愛知県名古屋市中区に本社を置く機械商社。
製造業向けの産業機器や電子部品を扱う専門商社であるが、接合機器の開発・製造を行うメーカー部門を併せ持つ。

## 沿革
- 1950年（昭和25年）10月3日 - 「株式会社名古屋電元社」として設立[1]。
- 1992年（平成4年）5月 - 「株式会社ナ・デックス」に商号を変更[1]。
- 1995年（平成7年）3月24日 - 日本証券業協会（現・ジャスダック）に株式を店頭登録[1]。
- 2009年（平成21年）5月1日 - 子会社の株式会社メイデックスと名電産業株式会社が合併。株式会社ナ・デックスプロダクツに商号を変更[1]。
- 2013年（平成25年）
  - 10月1日 - 子会社の株式会社ナ・デックスプロダクツと共同で、イシコテック株式会社の株式を取得し子会社化[1][2]。
  - 11月18日 - 持分法適用関連会社である米国のWTI社を完全子会社化[1][3]。
- 2015年（平成27年）10月 - 子会社のアメリカ現地法人Welding Technology Corp.が同じく現地法人のNADEX USA CO.,LTD.を吸収合併[1]。
- 2016年（平成28年）11月 - 子会社の株式会社ナデックス企画を吸収合併[1]。
- 2017年（平成29年）
  - 4月 - 上海梅達溶接設備有限公司の全保有株式を売却[1]。
  - 7月 - Global Welding Solutions, LLC.の清算結了[1]。
- 2019年（令和元年）11月 - 株式会社タマリ工業の全株式を取得し、子会社化[4]。
- 2023年（令和5年）5月 - 経営破綻した株式会社トガシ技研の事業を譲受する新会社として、株式会社NDYエンジニアリングを設立[5]。

## 事業所
- 本社（愛知県名古屋市中区）
- 東京支店（埼玉県さいたま市大宮区）
- 大阪支店（大阪府大阪市淀川区）
- 技術センター（愛知県北名古屋市）

## 関連会社

### 国内
- 株式会社ナ・デックスプロダクツ - 岐阜県可児市[6]
- イシコテック株式会社 - 兵庫県尼崎市[6]
- 株式会社フジックス - 岡山県備前市[6]
- 株式会社タマリ工業 - 愛知県西尾市[6]
- 株式会社シンテック - 新潟県新潟市[6]
- 株式会社テクノシステム - 静岡県浜松市[6]
- 株式会社NDYエンジニアリング - 山形県鶴岡市

### 海外
- Nadex of America Corporation - アメリカ[6]
- Welding Technology Corp. - アメリカ[6]
- 那電久寿機器（上海）有限公司 - 中国[6]
- NADEX (THAILAND) CO.,LTD. - タイ[6]
- NADEX ENGINEERING CO.,LTD. - タイ[6]
- PT. NADESCO INDONESIA（インドネシア）[6]
- PT. NADESCO ENGINEERING INDONESIA（インドネシア）[6]
- NADEX MEXICANA, S.A. de C.V.（メキシコ）[6]